# Sárrétudvari
Sárrétudvari (früher Udvárÿ und Bihar-Udvari) ist eine ungarische Großgemeinde im Kreis Püspökladány im Komitat Hajdú-Bihar.

## Geografie
Sárrétudvari liegt im östlichen Teil Ungarns und grenzt an das Komitat Békés und an folgende Gemeinden:
| Püspökladány       |                                             | Báránd         |
| Szerep             | Kompassrose, die auf Nachbargemeinden zeigt |                |
| Kertészsziget (BE) | Füzesgyarmat (BE)                           | Biharnagybajom |

## Geschichte
Die ältesten menschliche Spuren sind ca. 5000 Jahre alt und können der Kurgankultur zugeordnet werden. Der Ort wird 1214 im Váradi Regestrum erwähnt. Die Bestattung Nr. 63 von Sárrétudvari fand sich auf einem in den 1980er Jahren ausgegraben Friedhof mit über 260 Gräbern aus dem 10. Jahrhundert.

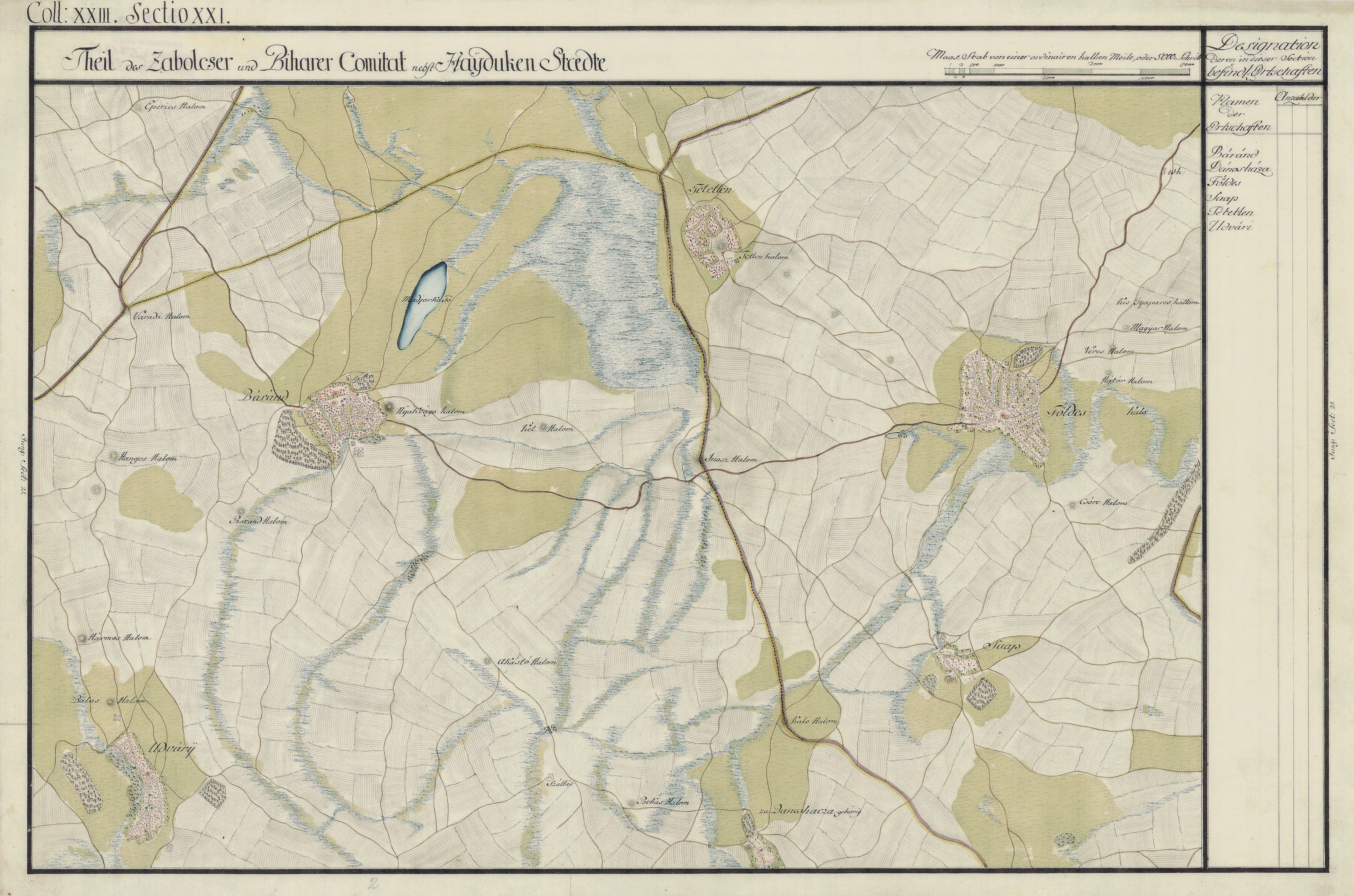
Udvárÿ (links unten) um 1782 (Aufnahmeblatt der Josephinischen Landesaufnahme)
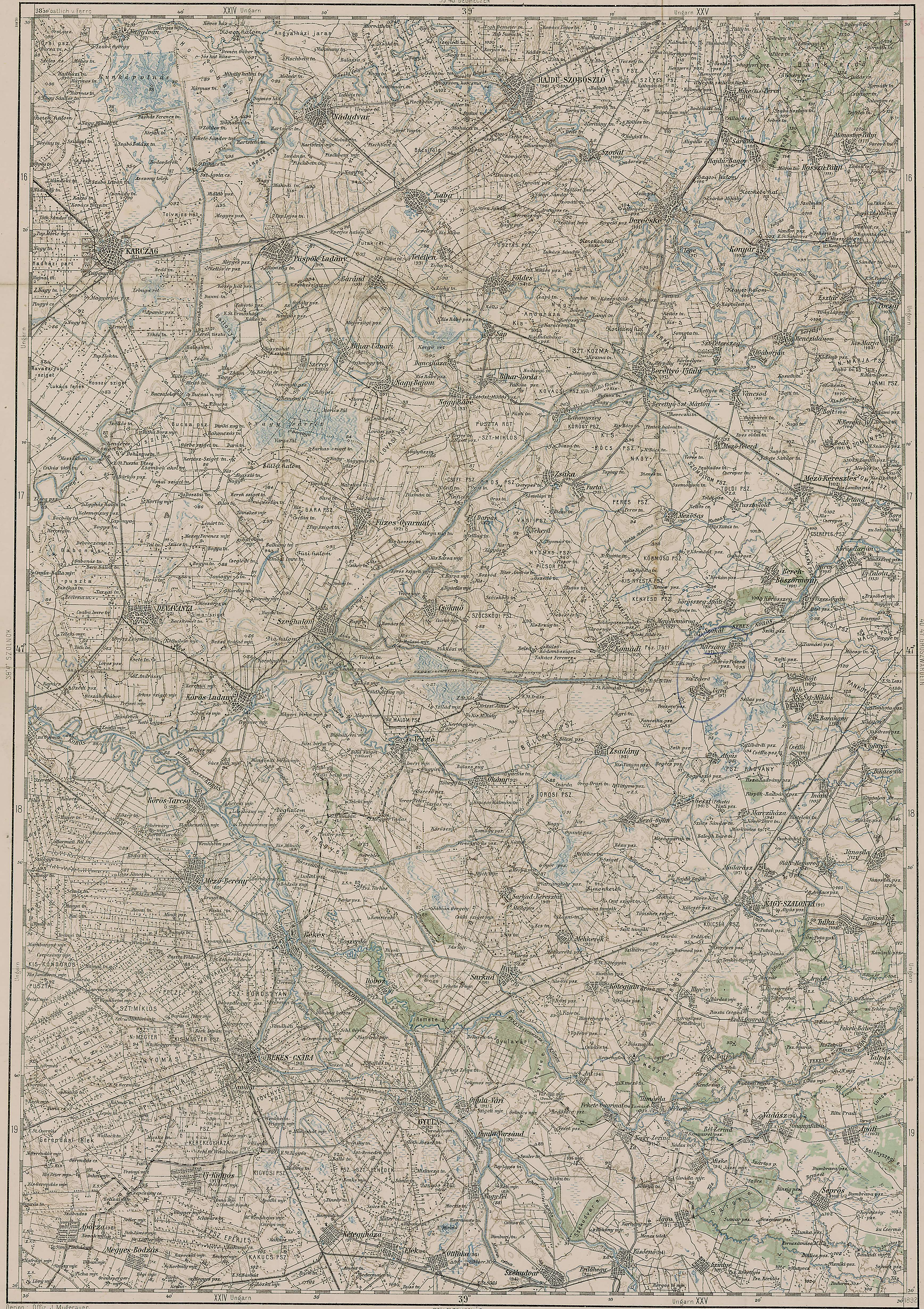
Bihar-Udvari (N 47° 15'; O 38° 51') um 1892 (Aufnahmeblatt der Franzisco-Josephinischen Landesaufnahme)

## Sehenswürdigkeiten
- András-Nyíri-Denkmal (Nyíri András-emlékmű), erschaffen von Lajos Cséri
- Denkmal zum Tag der Erntearbeiter (Az aratónap emlékére), erschaffen von László Földes
- Ilona-Pusztainé-Madar-Denkmal, erschaffen von Aranka E. Lakatos
- Imre-Nagy-Büste (1896–1942, Dichter, geboren in Sárrétudvari)
- István-Széchenyi-Büste
- Lajos-Kossuth-Büste
- Reformierte Kirche
- Sándor-Petőfi-Büste

## Verkehr
Sárrétudvari liegt an der Bahnstrecke Békéscsaba–Püspökladány der MÁV zwischen Szerep und Biharnagybajom. Es bestehen Zugverbindungen nach Püspökladány und Szeghalom. In der Großgemeinde treffen die Landstraßen Nr. 4211, Nr. 4212 und Nr. 4801 aufeinander. Es bestehen Busverbindungen nach Püspökladány, Szerep und über Biharnagybajom, Nagyrábé, Bihartorda und Bakonszeg nach Berettyóújfalu.